# Comté de Gippsland Est
Le comté de Gippsland Est (en anglais : Shire of East Gippsland) est une zone d'administration locale située dans l'État du Victoria en Australie.
Il résulte de la fusion en 1995 de la ville de Bairnsdale, des comtés de Bairnsdale, d'Omeo, d'Orbost, de Tambo et partiellement du comté de Rosedale.
Le comté comprend les villes d'Allenvale, Bairnsdale, Benambra, Bruthen, Buchan, Ensay, Lakes Entrance, Mallacoota, Metung, Omeo, Orbost, Paynesville, Swan Reach et Swifts Creek.

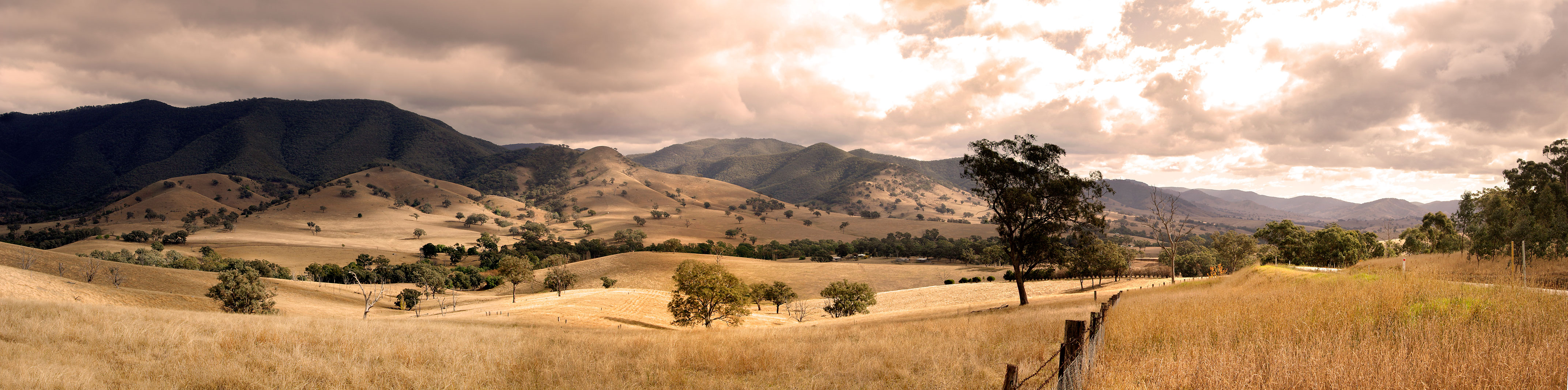
Vue de Connors Hill dans le comté du Gippsland oriental, État de Victoria, Australie.